# Eyjólfur Héðinsson
Eyjólfur Héðinsson, född 1 januari 1985 i Reykjavik, är en isländsk fotbollsspelare som spelar för Stjarnan. Héðinsson spelade mellan 2007 och 2010 för Gais dit han kom från Fylkir inför säsongen 2007.
Han avgjorde höstderbyt 2008 mellan Gais och IFK Göteborg på Ullevi som Gais vann med 1-0.